# 滋賀県立膳所高等学校
滋賀県立膳所高等学校（しがけんりつ ぜぜこうとうがっこう, 英: Shiga Prefectural Zeze High School）は、滋賀県大津市膳所に所在する県立高等学校。

## 概要
歴史
膳所藩の藩校・遵義堂の跡地に1898年（明治31年）に「滋賀県第二尋常中学校」として開校した旧制中学校を前身とする。2018年（平成30年）に創立120周年を迎えた。
設置課程・学科
全日制課程 2学科
- 普通科
- 理数科 - 数学ではきめ細やかな指導を行うため少人数授業が行われている。2年次からは「課題研究」が取り組まれる。また、滋賀医科大学との医学入門講座や京都大学への訪問も実施されている。

校訓
「遵義・力行」- 1998年（平成10年）に制定された。
校章
学校のシンボルツリーである彼岸桜の花弁を背景にして、中央に「高」の異体字（はしごたか）を置いている。これは旧制中学校時代の校章を継承したもので、中央の「中」の文字（=中学校）が新制高等学校発足に伴い、「高」の文字に変更された。
校歌
作詞・作曲ともに校歌作成委員会によるもので、1953年（昭和28年）に制定された。歌詞は3番まであり、校名は歌詞中に登場しない。
アクセス
- 西日本旅客鉄道（JR西日本）琵琶湖線（東海道本線）「膳所駅」から徒歩15分
- 京阪石山坂本線「膳所本町駅」から徒歩2分。

## 沿革
- 1898年（明治31年）
  - 4月1日 - 膳所藩校・遵義堂跡地に、「滋賀県第二尋常中学校[1]」（旧制中学校）が開校。
  - 5月13日 - 開校式を挙行。以降、この日を創立記念日と制定。
- 1899年（明治32年）4月1日 - 中学校令の改正により、「滋賀県第二中学校[1]」と改称（「尋常」が除かれる）。
- 1901年（明治34年）6月8日 - 「滋賀県立第二中学校[1]」と改称（県の後に「立」が加えられる）。
- 1908年（明治41年）4月1日 - 「滋賀県立膳所中学校」に改称。
- 1943年（昭和18年）4月1日 - 中等学校令の施行にこの時の入学生より修業年限が従来の5年から4年へ短縮される。
- 1945年（昭和20年）
  - 3月 - 教育ニ関スル戦時非常措置方策による修業年限短縮施行の前倒しに伴い、4年生（昭和16年入学生）・5年生（昭和15年入学生）合同の卒業式を挙行。
  - 4月1日 - 授業を停止。勤労動員は存続。
  - 8月15日 - 終戦。
  - 9月 - 授業を再開。
- 1946年（昭和21年）4月1日 - 修業年限が5年に戻る。
- 1947年（昭和22年）4月1日 - 学制改革（六・三制の実施、新制中学校の発足）
  - 旧制中学校の募集を停止（1年生不在）。
  - 新制中学校を併設（名称:滋賀県立膳所中学校併設中学校、以下・併設中学校）し、旧制中学校1・2年修了者を新制中学校2・3年生として収容。
  - 併設中学校はあくまで経過措置として暫定的に設置されたため、新たに生徒募集は行われず（1年生不在）、在校生が2・3年生のみの中学校であった。
  - 旧制中学校3・4年修了者はそのまま旧制中学校に在籍し、4・5年生となった（4年修了時点で卒業することもできた）。
- 1948年（昭和23年）4月1日 - 学制改革（六・三・三制の実施、新制高等学校の発足）
  - 大津市内の旧制中等教育学校5校（県立3校（膳所中学校・大津高等女学校[5]・大津商業学校[6]）と市立2校（高等女学校[6]・女子商業学校[7]））が廃止される。
  - 上記5校が統合の上、新制高等学校「滋賀県立大津高等学校」・「滋賀県立膳所高等学校」・「滋賀県立志賀高等学校」3校が発足。 
    - 旧制中学校卒業生（5年修了者）を新制高校3年生、旧制中学校4年修了者を新制高校2年生、併設中学校卒業生（3年修了者）を新制高校1年生として収容。
    - 併設中学校は新制高校に継承され（名称:滋賀県立膳所高等学校併設中学校）、在校生が1946年（昭和21年）4月に旧制中学校へ最後に入学した3年生のみとなる。
    - この時、膳所高等学校には全日制課程 普通科と通信教育部（普通科）が設置される。
- 1949年（昭和24年）
  - 3月31日 - 併設中学校が廃止される。
  - 4月1日 - 高校三原則に基づく滋賀県内公立高校の再編が行われる。
    - 上記3校が廃止・統合され、総合制の「滋賀県立大津高等学校」が発足する。旧・膳所高等学校（膳所中学校）校舎は「東校舎」となる。
- 1952年（昭和27年）4月1日 - 公立高校の再編により、滋賀県立大津高等学校が東西に分離される。
  - 東校舎に普通科（全日制課程・通信教育部）をまとめ「滋賀県立大津東高等学校」と改称。西校舎に商業科と家政科をまとめ「滋賀県立大津西高等学校」と改称。
- 1956年（昭和31年）4月1日 - 「滋賀県立膳所高等学校」（現校名）に改称（再）。この時、滋賀県立大津西高等学校は滋賀県立大津高等学校に改称。
- 1960年（昭和35年）7月31日 - 校舎の改築が完成。改築前の木造校舎の一部は東近江市に移築され、建設会社の倉庫として利用された後に貸しギャラリー兼喫茶店としてオープンしている[8]。
- 1978年（昭和53年）11月14日 - 体育館を改築。
- 1986年（昭和61年）3月28日 - 校舎1号館の増改築が完成。
- 1989年（平成元年）3月18日 - 校舎2号館 家庭科棟の改築が完成。
- 1995年（平成7年）3月31日 - 通信制課程を廃止。通信制課程と他の2高校が統合されて滋賀県立大津清陵高校に引き継がれる[9]。
- 1997年（平成9年）4月1日 - 理数科を新設。全日制課程2学科体制となる。
- 1998年（平成10年）
  - 1月16日 - 校訓「遵義・力行」を制定。
  - 11月7日 - 創立100周年記念式典を挙行。
- 1999年（平成11年）
  - 8月18日 - 第2グラウンドが完成。
  - 11月11日 - トレーニングハウスが完成。
- 2000年（平成12年）3月28日 - 第2グラウンドの管理棟が完成。
- 2002年（平成14年）8月 - 文化財調査により、グラウンドの下から禾津頓宮跡と見られる遺構が発掘される。
- 2006年（平成18年）
  - 1月31日 - 現校舎の教室棟と管理棟が完成。
  - 2月28日 - セミナーハウス（研修施設）「遵桜館」が完成。
  - 3月31日 - 体育施設棟（武道場・屋上プール）が完成。
  - 4月3日 - 文部科学省よりスーパーサイエンスハイスクールの指定を受ける。
- 2007年（平成19年）
  - 3月27日 - 新体育館が完成。
  - 10月15日 - 第一グラウンドを整備。
  - 10月20日 - 竣工式[10]。
- 2008年（平成20年）2月18日 - 遵義の桜（江戸彼岸桜）を植樹し、庭園が完成。
- 2010年（平成22年） 4月1日 - 文部科学省よりコアSSHの1年間の採択を受ける[11]。
- 2011年（平成23年）4月1日 - 文部科学省よりSSH2期5年間の指定、コアSSHの3年間の採択を受ける[11]。
- 2014年（平成26年）4月1日 - 文部科学省よりSHH2期5年間の指定、コアSSHの3年間の採択を受ける[11]。
- 2016年（平成28年）4月1日 - 文部科学省よりＳＳＨ3期5年間の指定を受ける[11]。
- 2018年（平成30年）
  - 4月1日 - 文部科学省よりSSH科学技術人材育成重点校の3年間の採択を受ける [11]。
  - 11月9日 - 創立120周年記念式典を挙行[11]。

### 校舎の改築

#### 1960年竣工の校舎
明治年間の木造の校舎や戦時中に建設された校舎は老朽化が著しく進んだ状態であった。戦時中に建設され不備があったと見られる別館と呼ばれる一棟は特に老朽化が著しかった。また、500人の収容を見込んだ校舎に1500人の生徒が在籍していたため機能面で問題があった。
1954年（昭和29年）3月に滋賀県知事であった服部岩吉が会長として「膳所高等学校校舎新築期成会」が設立された。期成会は複数回にわたって滋賀県議会や滋賀県に校舎新築を要望し、同窓会などに寄付を求め、滋賀県議会は期成会の陳情から1年を経た1957年（昭和32年）に校舎の改築を認めた。
それに先立って1955年（昭和30年）12月に国庫補助金の交付を受け、講堂・体育館をあわせた建築物の工事をはじめ、1956年（昭和31年）5月に竣工した。継続して1957年（昭和32年）夏に大津市内に本社を持つ伊藤組が工事を請け負い校舎の建設が始まった。東側の地盤が弱いため地下室新設に変更するなどして設計変更が行われたが、工費増額によって当初予定より寄付金を募らなければならなくなった。このため、入学時や在学時に徴収するなどして増額分を補った。
1960年（昭和35年）7月に3階建ての校舎2棟と図書館を持つ校舎が完成した。校舎総面積は体育館を含め2857坪、総工費1億5113万円であった。

#### 2007年竣工の校舎
1960年（昭和35年）に建築された旧校舎の老朽化や、理数科の設置などが背景となり校舎の全面改築を要望する声が高まった。そこで、1999年（平成11年）に施設整備委員会で議論され、2000年（平成12年）3月に「膳所高等学校改築基本構想」がとりまとめられた。
2002年（平成14年）2月に埋蔵文化財の発掘が行われ、禾津頓宮（あわづとんぐう）跡が発見された。発掘状況からかつて宮殿や役所の重要な建築物で採用された二面庇建物が奈良時代に設置されていたこと、聖武天皇がわずか3泊するためだけに仮設されたことによる天皇の権威や東国行幸の計画性を裏付けるものとなった。発掘を行うまでこの付近には膳所藩の藩校があったことしか分かっていなかったため、禾津頓宮後の発掘は予想できなかった。
遺跡が発掘されたことにより、新校舎の建築位置が北に25 m（メートル）移動し、校舎設計の変更が行われた。そして、2004年(平成16年）9月に2年遅れで工事着工し、2006年（平成18年）2月に管理棟・教室棟・セミナーハウスが竣工、同年3月末に体育施設が竣工した。その後、グラウンド造成や体育館改築を終えて2007年（平成19年）10月20日に竣工式が行われた。

## 教育
進学教育と進学状況
「進路学習プログラム」「校内実力考査」「模擬試験」「英語コミュニケーション能力テスト」「夏季補講」「小論文指導」の進路指導プログラムが実施されている。1999年（平成11年）度から2018年（平成30年）度では国公立大学に現役で150 - 200人程度（合計で300 - 350人程度）が合格する。現役での進学率は例年5 - 6割程度である。
高大連携
2003年（平成15年）3月、京都大学との間で高大連携に係る協定書を締結し、翌4月から膳所高校の生徒を対象に金曜日の放課後京都大学で特別授業が開校されている。年間12回の受講により、高等学校の正規の学習活動として1単位が与えられる。生徒に大学進学を意識させ、進学後の学習に目的意識を持つことを狙う。
スーパーサイエンススクール（SSH）
2006年（平成18年）度よりスーパーサイエンスハイスクール（SSH）の認定を受けている。これが理数科における「課題研究」にはじまり、SSH指定後は「探究S」として継続して指導が行われている。

## 校歌
- 園頼三作詞／永井幸次作曲（膳所中学校）
- 山田有功作詞／寺村周太郎作曲（膳所中学校）
- 山本温子作詞／片岡晴太郎作曲（大津高等学校）
- 山本温子作詞／片岡晴太郎作曲（大津東高等学校）
- 校歌作成委員会作詞／校歌作成委員会作曲（膳所高等学校）

## 学校行事
毎年7月には湖風祭（文化祭・体育祭）という学園祭が開催され、生徒はマスゲーム（集団演技）・アーティスト（校内装飾）・ビジュアル（映像舞台製作）・クラスや有志の発表など様々な部門ごとに分かれ取り組んでいる。過去はすべて校内で実施していたが、熱中症対策の観点等から、2024年度よりマスゲームおよび体育祭を滋賀ダイハツアリーナ、2025年度よりビジュアルを大津市民会館で実施している。

## 部活動
膳所高等学校ではいわゆる部活動の単位を「班」と呼ぶ。
活動は盛んで、近年はボート班、ヨット班、弁論班、放送班、音楽班合唱部、書道班等が全国大会に出場。硬式テニス班、ラグビー班、軟式テニス班、男子バスケットボール班、水泳班、卓球班等が近畿大会に出場している。
2018年には、野球班が第90回記念選抜高等学校野球大会に21世紀枠で出場し、同班による「データ野球」が一躍脚光を浴びた。
また、近年注目される様になった班としてかるた班がある。毎年、近隣の近江神宮にて行われる全国高等学校小倉百人一首かるた選手権大会に、1982年第4回大会初出場。1988年第10回からは37年連続(継続中)で出場を果たしており、準優勝1回(2018年、第40回)、第3位が5回という結果を残した。

## 著名な出身者
同校では毎年創立記念日（5月13日）に国内外で活躍している卒業生を招き、教育講演会を実施している。
学者
- 藪田貞治郎 - 東京帝國大学教授、文化勲章受章、日本学士院会員、ジベレリンの発見
- 磯﨑行雄 - 東京大学名誉教授、日本地質学会会長
- 前田鼎 - 京都帝国大学医学部長、名誉教授、医学者
- 中村直勝 - 京都女子大学教授、大手前女子大学学長
- 塚本善隆 - 京都大学教授
- 山本一清 - 京都帝国大学理学部教授、天文学者
- 小牧実繁 - 京都帝国大学教授、滋賀大学学長
- 中田淳一 - 京都大学法学部長
- 塚原鉄雄 - 大阪市立大学名誉教授、国語学者、国文学者
- 北村四郎 - 京都大学名誉教授、植物学者、キク科植物研究の第一人者
- 島恭彦 - 京都大学名誉教授、経済学者
- 饗庭孝男 - 青山学院大学名誉教授、仏文学者、文芸評論家
- 伊藤唯真 - 佛教大学名誉教授、仏教学者、浄土宗僧侶
- 長尾真 - 元国際高等研究所所長、京都大学名誉教授・元総長、元国立国会図書館長
- 川嶋四郎 - 同志社大学教授、元九州大学教授
- 小島健司 - 神戸大学教授
- 桑原知子 - 京都大学大学院教育学研究科教育実践コラボレーション・センター長、臨床心理学者
- 福本知行 - 金沢大学大学人間社会学域法学類准教授
- 遠藤誠治 - 成蹊大学法学部教授、政治学者
- 上野直人 - テキサス大学MDアンダーソンがんセンター教授、米国腫瘍内科医、米国一般内科医、チーム医療、患者学の第一人者
- 澤村信英 - 大阪大学大学院人間科学研究科教授、教育社会学者
- 井上徹 - 広島大学大学院理学研究科教授、地球科学者
- 土井真一 - 京都大学大学院法学研究科教授[27]、法学者
- 真藤英喜 - 大和大学教授、企画室長、教育学者、随筆家
- 久米郁男 - 早大教授、政治学者[要出典]
- 伏木亨 - 京都大学名誉教授、食品学者
- 中谷真憲 - 京都産業大学教授、政治学者

経済
- 初田佐一郎 - 京阪交通社社長
- 井狩彌治郎 - 大丸元社長（1963～84年）
- 上原仁 - マイネット創業者・社長、滋賀レイクスターズ会長
- 髙橋誠 - KDDI社長、電気通信事業者協会会長、映画プロデューサー
- 堤智章 - 元藤久社長、元エイボン・プロダクツ社長、投資家、セーリング選手
- 長戸大幸 - ビーイング（音楽製作会社）創設者
- 北條康夫 - トヨタ自動車北海道社長、北海道経済連合会副会長

行政
- 梅沢節男 - 元公正取引委員会委員長、国税庁長官、大蔵省主税局長
- 川嶋真 - 独立行政法人造幣局理事長
- 的場順三 - 元国土事務次官、元内閣官房副長官（事務担当）、元大蔵官僚
- 八幡和郎 - 評論家、元通商産業省大臣官房情報管理課長
- 粕渕功 - 公正取引委員会経済取引局長、元公正取引委員会事務総局官房総括審議官
- 唐木幸子 - 文部科学省科学技術・学術審議会委員、国立大学法人評価委員会委員
- 久保公人 - 文部科学省スポーツ・青少年局長、尚美学園大学学長
- 速水和彦 - 台湾総督府交通局鉄道部技師・工作課長・運転課長、国立台湾大学教授

政治
- 服部岩吉 - 政治家
- 西村関一 - 政治家、衆議院議員（3期）、参議院議員（2期）
- 山田耕三郎 - 第20代大津市長、元参議院議員
- 佐藤茂樹 - 衆議院議員
- 小鑓隆史 - 参議院議員
- 中村鋭一 - タレント、元衆議院議員、元参議院議員
- 西田善一 - 第19代大津市長
- 曽我逸郎 - 中川村長
- 三日月大造 - 第18代滋賀県知事、第3代関西広域連合長、元国土交通副大臣
- 越直美 - 第23代大津市長
- 谷畑英吾 - 初代湖南市長
- 松浦加代子 - 第3代湖南市長

マスメディア
- 野村正育 - NHKアナウンサー
- 澤田彩香 - NHKアナウンサー
- 水野晶子 -元 MBSテレビアナウンサー
- 栗本法子 - フリーアナウンサー
- 森中慎也 - 元札幌テレビ放送アナウンサー、現・日本大学教授
- 井上和彦 - 軍事ジャーナリスト
- 谷口誠 - 日本経済新聞記者

文芸
- 外村繁 - 小説家
- 種村直樹 - 鉄道ライター
- 横山プリン - 放送作家
- 喜多徹人 - 教育者、著述家
- 鏡裕之 - 小説家（「高1ですが異世界で城主はじめました」）、クリエイター

芸術
- 田中重久 - 美術史家
- 大野力 - 建築家
- 榊田倫之 - 建築家
- 西澤明洋 - ブランディングデザイナー
- 木下昌大 - 建築家、京都工芸繊維大学准教授
- シュウゾウ・アズチ・ガリバー - 現代アート作家
- 久末航 -ピアニスト

芸能
- 三條正人 - 歌手　鶴岡雅義と東京ロマンチカボーカル。妻は女優の香山美子
- ポール岡田 - ボーカリスト
- 神谷敏 - トロンボーン奏者
- 羽田一郎 - 作曲家、編曲家、プロデューサー
- 斉藤一平 - 元TBS「ガチンコ・ファイトクラブ」二期生（プロボクサー）、俳優
- 野村雅夫 - ディスクジョッキー、翻訳家
- 森清 - 俳優
- 奥田健介 - ミュージシャン（「NONA REEVES」）
- 川本勇 - ミュージシャン、タレント、プロデューサー
- 松本タカヒロ - ミュージシャン
- おぐ - お笑い芸人
- はなお - YouTuber（「はなおでんがん」）
- 倉岡水巴 - 声優、アイドル、元22/7メンバー

スポーツ
- 岡野八郎 - 元プロ野球選手
- 人見武雄 - 元プロ野球選手
- 石田博三 - 元プロ野球選手
- 加藤徹 - 元プロ野球選手
- 金村清 - 元プロ野球選手
- 水口創太 - プロ野球選手
- 矢島卓郎 - 元プロサッカー選手、現・川崎フロンターレスクールコーチ
- 上野展裕 - 元プロサッカー選手、前・鹿児島ユナイテッド監督
- 濱田堯 - 元サッカー選手、現・湘南ベルマーレU-15WEST監督
- 河野高宏 - サッカー指導者、現・水戸ホーリーホックGKコーチ
- 兵藤和行 - アトランタ五輪ヨット競技日本代表、同志社大学ヨット部コーチ

旧軍人
- 喜多誠一 - 陸軍大将
- 原田宇一郎 - 陸軍中将
- 上阪香苗 - 海軍少将
- 山内正文 - 陸軍中将
- 岩瀬勝輔 - 海軍大尉、特殊潜航艇「甲標的」艇長

その他
- 中田邦造 - 東京都立日比谷図書館元館長
- 木辺宣慈 - 浄土真宗僧侶
- 鵜飼武彦 - 慈善活動家
- 伊藤満洲雄 - 伊藤博文の孫
- 若林盛亮 - よど号ハイジャック事件犯人（「よど号グループ」メンバー）
- 坂東國男 - 元連合赤軍幹部

## 著名な教職員
- 岩野泡鳴 - 小説家、詩人、英語教師
- 村田辰夫 - 詩人、翻訳家、梅花女子大学名誉教授
- 田中順二 - 1940年代に4年間教諭を務める。歌人。同志社大学教授、奈良大学教授。